# Евгений Дайнов
Евгений Александров Дайнов е български политолог, професор в Нов български университет.

## Биография
Роден е на 11 май 1958 г. в Пловдив. Неговият баща, Александър Дайнов, е постоянен кореспондент на вестник „Работническо дело“ в Москва (1961–1965) и Лондон (1971–1977), а след това е главен редактор на вестник „Софийски новости“. Майка му, Лидия Маринчевска, е дъщеря на активни борци против фашизма и капитализма, има висше медицинско образование и работи в Центъра за научна информация към Медицинска академия. Евгенй има брат, Владимир, и сестра, Милена.
Средното си образование Дайнов получава във Форест Хил Скуул в Лондон, където основава първата си рок група „Луус чейндж“. В 1976 г. със стипендия от Inner London Education Authority постъпва в колежа Корпъс Кристи на Оксфордския университет, завършва с диплома по „Нова история“.
През 1984 г. получава научната степен кандидат на историческите науки с дисертация „Френската комунистическа партия и проблемът за политическите съюзи (1972-1981 г.)“. От март 1985 г. е асистент в Софийския университет, а през учебната 1985–1986 г. е гост-преподавател в колежа „Св. Антони“ на Оксфордския университет. Специализира в Париж под ръководството на професор Ален Лансло.
През '90-те години работи за фондация ''Отворено общество'' на Сорос, като през 1998 г. става шеф във фондацията.
От 1999 г. е доцент – а от 2002 г. професор – по политически науки в Нов български университет.
Бил е главен редактор на списание „The Insider“ и директор на Центъра за социални практики в София. Eдин от четиримата автори, заедно с Александър Кьосев, Антоний Тодоров и Огнян Минчев, на политическия манифест „За републиката“, публикуван в началото на март 2016 г.
През част от годината Дайнов живее в село Миндя, където, заедно със свои съселяни, организира ежегоден рок-фестивал.